# Mali Badić
Mali Badić falu Bosznia-Hercegovinában, a Bosznia-hercegovinai Föderáció Una-Szanai kantonjában, Bosanska Krupa községben.

## Fekvése
Bosznia-Hercegovina északnyugati részén, Bihácstól légvonalban 28, közúton 42 km-re északkeletre, Bosanska Krupa központjától légvonalban 5, közúton 8 km-re északkeletre, a Badićki-patak völgye feletti dombokon fekszik.

## Népessége
| Nemzetiségi csoport | Népesség 1991 | Népesség 2013 |
| ------------------- | ------------- | ------------- |
| Szerb               | 0             | 0             |
| Bosnyák             | 312           | 162           |
| Horvát              | 0             | 0             |
| Jugoszláv           | 0             | 0             |
| Egyéb               | 1             | 15            |
| Összesen            | 313           | 177           |

## Története
Mali Badić területe egykor Veliki Badić része volt. 250 évvel ezelőtt egy anatóliai tatár érkezett ide, megkedvelte ezt a helyet, és itt telepedett le. A hagyomány szerint a falu lakói tőle származnak.
Mali Badić területén már 1851-ben állt mecset minarettel és muszlim iskolával. 1992-ben a mecsetet és a minaretet a szerb csetnikek a földig rombolták. Mali Badić ma az egyik legkisebb muszlim gyülekezet Bosanska Krupa község területén, mindössze mintegy harminc háztartással. Azon kisebb gyülekezetek egyike, melynek nincsen állandó imámja. A mecset felújításával kapcsolatos tevékenységeket a gyülekezet végezte, mely 1997-ben fejeződött be.

## Nevezetességei
A falu mecsete 1997-ben épült.